# Cristianesimo in Laos
Il cristianesimo in Laos è una religione minoritaria. Circa il 66% della popolazione laotiana è di religione buddhista, mentre il 30% circa segue la religione popolare laotiana basata sull'animismo. I cristiani rappresentano circa l'1,5% della popolazione, di cui circa lo 0,6% sono cattolici. La costituzione riconosce libertà di culto, ma con le limitazioni stabilite dalla legge. L'attività religiosa è regolata dal Decreto 92, che stabilisce che le religioni si debbano registrare ed ottenere il riconoscimento del governo. Le religioni riconosciute dal governo sono soltanto quattro: buddhismo, cristianesimo, islam e religione bahai. Nell'ambito del cristianesimo, il governo riconosce soltanto la Chiesa cattolica e due confessioni protestanti. Nonostante la libertà di culto sia garantita in linea di principio, in alcune zone i cristiani lamentano di incontrare difficoltà nell'esercizio della loro fede a causa delle autorità locali.

## Confessioni cristiane presenti

### Chiesa cattolica
La Chiesa cattolica in Laos fa parte della Chiesa cattolica mondiale, sotto la guida spirituale del Papa a Roma. Dal punto di vista territoriale, la Chiesa cattolica è organizzata con 4 vicariati apostolici: Luang Prabang, Paksé, Savannakhet e Vientiane. 

### Protestantesimo
In Laos vi sono solo due denominazioni protestanti riconosciute:
- Chiesa evangelica del Laos: è nata nel 1957 dalla fusione delle missioni protestanti costituite dai Swiss Brethren e dalla Comunità mondiale dell'Alleanza. Attualmente è la più grande e importante denominazione protestante del Laos e comprende la maggior parte dei 100.000 protestanti presenti in Laos;
- Chiesa cristiana avventista del settimo giorno: è la seconda denominazione protestante riconosciuta in Laos: conta su un migliaio di fedeli.

Oltre alle due denominazioni riconosciute, sono presenti in Laos metodisti, battisti, Assemblee di Dio e diverse Chiese protestanti indipendenti. Il governo ha invitato queste denominazioni ad aderire alla Chiesa evangelica del Laos. I metodisti, che sono la maggiore denominazione protestante tra quelle non registrate, hanno tentato di ottenere la registrazione per conto proprio, ma senza successo.